# Estézargues
Estézargues é uma comuna francesa na região administrativa de Occitânia, no departamento de Gard. Estende-se por uma área de 11,59 km². Em 2010 a comuna tinha 599 habitantes (densidade: 51,7 hab./km²).